# Giovanni Boncoraggio
Giovanni Boncoraggio (Canicattini Bagni, 27 juni 1831 – aldaar, 1 april 1910) was een rover op Sicilië. Hij zat in de gevangenis zowel in het koninkrijk der Beide Siciliën als in de opvolger het koninkrijk Italië. Voor zijn familie en dorpelingen was hij een held. Zijn officieel beroep was kunstschilder.

## Levensloop
Boncoraggio groeide op in Canicattini Bagni, een dorp in de provincie Syracuse op Sicilië. Zijn familie werkte op de landerijen van een edelman onder leiding van hun oom, de rentmeester. Na de dood van hun oom werd de grond eigendom van baron Concetto Musso uit Palazzolo. Hij verjoeg de familie Boncoraggio zodat deze in de armoede geduwd werd.
Boncoraggio zelf ging in dienst als lakei bij baron Concetto Musso. In 1857 beschuldigde de baron hem van diefstal van munten. Datzelfde jaar werd Boncoraggio veroordeeld tot zeven jaar gevangenisopsluiting.
In 1860 ging Sicilië over naar het koninkrijk Italië. De Roodhemden van Garibaldi schonken amnestie aan diegenen die onder het regime der Beide Siciliën in de gevangenis beland waren. Boncoraggio kwam vrij (1860). Drie jaar later, in 1863, werd Boncoraggio beschuldigd van diefstal van graan uit de graanschuren van Pasquale Bombaci. Boncoraggio werd opgesloten doch ontsnapte dankzij desertie onder de gevangenisbewaarders. Hij werd opnieuw gearresteerd en in 1864 veroordeeld tot tien jaar gevangenisstraf op het eiland Palmeria voor de kust van Ligurië in Noord-Italië. 
Hij ontsnapte in 1866. Te voet ging hij van Ligurië naar Sicilië. Zijn bekendheid op Sicilië verspreidde zich en twaalf lokale bandieten in Syracuse verkozen hem tot hun roverhoofdman. Tevens kon Boncoraggio occasioneel beroep doen op dertig gangsters uit aangrenzende gebieden. Boncoraggio organiseerde alzo overvallen op boerderijen, ontvoeringen en talrijke diefstallen. De bende opereerde over heel het grondgebied van de provincie Syracuse. In 1867 verraadde iemand zijn schuilplaats in een grot aan de gendarmerie. In de stad Syracuse werd een assisenproces tegen hem gevoerd. Hij werd veroordeeld tot levenslange dwangarbeid, inbeslagname van het huis van zijn vrouw en kinderen, alsook tot verlies van politieke rechten.
De jaren 1867 tot 1900 bracht Boncoraggio in de gevangenis door. Omwille van goed gedrag werd hij vroegtijdig vrijgelaten in 1900. Het dorp Canicattini Bagni liep te hoop om de roverhoofdman te groeten. Hij stelde vast dat zijn vrouw haar nieuw huis had moeten verkopen aan baron Judica di Palazzolo omdat ze de eindjes niet aan elkaar kon knopen. Boncoraggio dreigde ermee de baron te doden. Deze laatste kreeg angst en schonk het huis terug aan Boncoraggio en echtgenote. Sindsdien werd het rustig rond Boncoraggio.
Hij stierf ten gevolge van geelzucht in 1910. In het dorp werd hij ten grave gedragen in het familiegraf.

## Herinnering
- Het verhaal van zijn leven werd in 1985 beschreven in het boek Giovanni Boncoraggio e il brigantaggio siracusano; het was uitgegeven in Modena en geschreven door Vincenzo Ficara.
- Een kortfilm uit 2018 verhaalt zijn leven, waarbij de scènes ter plekke in de provincie Syracuse werden opgenomen.[4]